# 山中絢子
山中 絢子（やまなか あやこ、1986年10月14日 - ）は、兵庫県出身の元タレント、レースクイーン。神戸女学院大学卒業。元所属事務所はワンエイトプロモーション。現在は芸能界を引退している。

## テレビ出演
- ちょいとマスカット!（2010年4月7日 - 2010年9月29日、テレビ東京)
- 爆感!グラビア帝国 (テレビ大阪)
- 『ぷっ』すま (テレビ朝日）
- MAXハニー　（三重テレビ・奈良テレビ）
- 炎上base（関西テレビ）
- メイドインカンサイ（2010年7月19日・8月23日・9月27日、関西テレビ）
- MBS開局60周年記念 オールナイトSP!（2010年8月27日、毎日放送）
- おねだりマスカットDX!（2010年10月6日 - 2011年9月28日、テレビ東京）
- めちゃ×2イケてるッ!（2010年10月9日、2011年9月17日、フジテレビ）
- 魁!音楽番付（2010年12月22日、フジテレビ）
- 情熱★エンためファクトリー どっキング!!!（2011年1月18日、関西テレビ）
- 真夜中パンチィ（2011年5月4日 - 、毎日放送） - グラビア軍団（山中絢子・金城真央・児玉菜々子・中村葵）の内1人が持ち回りで出演
- 爆裂バラエティー シャバダバの空に（2011年9月6日、12月、関西テレビ）
- おねだりマスカットSP!（2011年10月5日 - 2013年3月30日 、テレビ東京）
- 志村&鶴瓶のアブない交遊録（2012年1月、テレビ朝日） - 英語禁止ボウリング
- おもしろ言葉ゲーム OMOJAN（2012年5月22日、フジテレビ）
- あいのエチュード #24、33(2012年、エンタ!959）・・・共演：希志あいの
- 24時間かすみレディオ2013（2013年9月29日 、エンタ!959）・・・共演：かすみ果穂ほか
- マスカットナイト (2015年11月4日・11月11日、テレビ東京)

## 作品

### CD
- OECURA MAMBO/私マンボー（ユニバーサルミュージック　2010年7月7日 恵比寿マスカッツとして)

### DVD
- 「なすがままに… LET IT BE」 （ケイネットワーク、2008年6月25日）
- 「CARA 山中絢子」 （デジワークス、2008年9月27日）
- スリルと欲望（イーネット・フロンティア、2012年8月24日）
- 24時間かすみレディオ2013 DVD-BOX (2014)

### デジタル写真集
- 山中絢子 デジタル写真集 「山中コスりますっ♪」　（i-本どっとじぇーぴー日昇インターナショナル株式会社）